# Südlicher Zwergmazama
Der Südliche Zwergmazama (Mazama chunyi), auch Kleinstmazama genannt, ist eine Art der Hirsche, die in den südamerikanischen Anden vorkommt. Im südlichen Peru lebt die Art in den Regionen Junin, Cuzco und Puno und im nördlichen Bolivien in den Departamentos La Paz und Cochabamba.

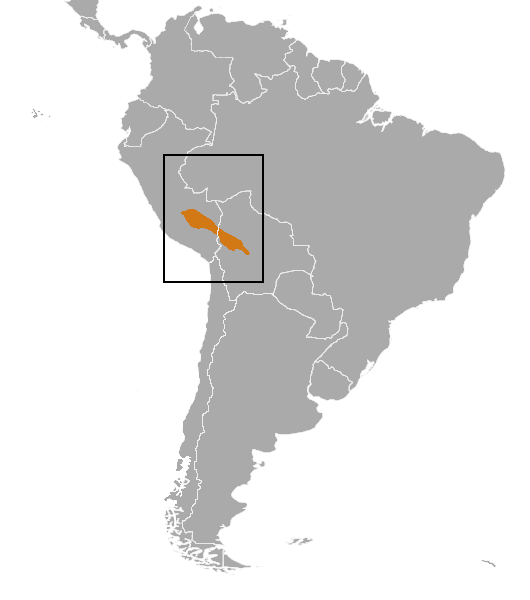
Das Verbreitungsgebiet des Südlichen Zwergmazamas

## Merkmale
Der Südliche Zwergmazama ist ein relativ kleiner Spießhirsch. Es sind jedoch nur wenige Exemplare vermessen worden. Danach erreicht er eine Kopf-Rumpf-Länge von 70 bis 75 Zentimeter, hat eine Schulterhöhe von etwa 38 Zentimeter und ein Gewicht von ca. 11 kg. Das Fell auf dem Rücken und den Körperseiten hat eine dunkle, rotbraune Färbung. Kopf, Hals und Beine sind schwärzlich, Kehle, Brust und Bauch sind orangefarben. Die Ränder der abgerundeten Ohren sind weißlich. An der Schnauzenspitze unmittelbar vor dem Nasenspiegel sind weißliche Markierungen zu sehen.

## Lebensraum und Lebensweise
Der Südliche Zwergmazama kommt in den Anden in Höhen von 1000 bis 3500 oder 4000 Metern vor und lebt dort in Wäldern auf offenem Grasland und in mit Sträuchern bestandenen Regionen. Er lebt wahrscheinlich als scheuer Einzelgänger und ist sowohl tag- als auch nachtaktiv, vor allem aber dämmerungsaktiv. Er ernährt sich vor allem von Blättern und Früchten. Über die Fortpflanzungsbiologie des selten gesehenen Hirsches ist relativ wenig bekannt. Sie ähnelt höchstwahrscheinlich der anderer Spießhirscharten. Das heißt, es gibt keine ausgewiesene Fortpflanzungszeit, sondern Jungtiere werden das ganze Jahr hindurch geboren. Ein einzelnes Jungtier wird nach einer relativ langen Tragzeit von 218 bis 228 Tagen geboren. Es wächst sehr schnell, wird rasch erwachsen und Weibchen können sich schon fortpflanzen, bevor sie ein Jahr alt sind.

## Systematik
Der Südliche Zwergmazama wird gegenwärtig in die Gattung der Spießhirsche (Mazama) innerhalb der Familie der Hirsche (Cervidae) gestellt. Zur Gattung Mazama werden insgesamt etwa acht Arten gezählt, die in Mittel- und Südamerika verbreitet sind. Molekulargenetischen Daten zufolge ist der Graumazama (Subulo gouazoubira) die Schwesterart des Südlichen Zwergmazamas und beide Arten sind näher mit den Andenhirschen (Hippocamelus), dem Sumpfhirsch (Blastocerus dichotomus) und dem Pampashirsch (Ozotoceros bezoarticus) verwandt als mit den übrigen Spießhirschen. Die Gattung Mazama ist also nicht monophyletisch.
Die Erstbeschreibung der Art erfolgte 1959 durch den britischen Zoologen Philip Hershkovitz, wobei der Ort Cocapunco in der bolivianischen Cordillera Real als Typuslokalität gilt. Die Artbezeichnung chunyi, wurde von “chuni,” der in Bolivien gebräuchlichen Bezeichnung für die Art übernommen.

## Gefährdung
Die IUCN schätzt den Bestand des Südlichen Zwergmazamas als gefährdet (Vulnerable) ein. Dies ist vor allem auf die Zerstörung von Lebensräumen zurückzuführen. Das gesamte Verbreitungsgebiet hat lediglich eine Fläche von weniger als 2.000 km². Der Südlichen Zwergmazama kommt aber auch in verschiedenen Schutzgebieten vor, in Peru z. B. im Nationalpark Manú.